# Skotopsin
Skotopsin ist ein Bestandteil der Sehfarbstoffe. Diese Farbstoffe ermöglichen durch die Umwandlung von Lichtreizen in elektrische Erregungen das Sehen.
Skotopsin bezeichnet das Opsin der Stäbchen. Stäbchen sind Rezeptoren, also Sinneszellen, in der Retina von Tieren. Ein weit verbreiteter, synonymer Ausdruck für Skotopsin ist Stäbchen-Opsin.
Skotopsin ist notwendiger, aber nicht alleiniger Bestandteil derjenigen Sehpigmente, die bei schwachen Lichtverhältnissen das skotopische Sehen ermöglichen. Die beiden sehr intensiv erforschten Sehpigmente, die von Skotopsin ausgebildet werden, heißen Rhodopsin, wenn sie als Chromophor Retinal 1 enthalten und Porphyropsin, wenn ihr Chromophor Retinal 2 ist. Zu Lande lebende Tiere und Meeresfische bilden ihre Sehpigmente ausschließlich mit Retinal 1. Süßwasserfische und viele Amphibien können zusätzlich auch Sehpigmente mit Retinal 2 ausbilden. Im Gegensatz zu den meisten Begriffen, die auf das Wort -opsin enden, bedeutet Skotopsin eindeutig und ausschließlich den Proteinanteil eines Sehpigments und nicht das ganze Pigment einschließlich Retinal.
(s. a. Hauptartikel Opsin – er enthält eine grobe Übersicht weiterer Begriffe, die auf das Wort -opsin enden.)